# Reggie Cannon
Reginald Jacob Cannon, detto Reggie (Chicago, 11 giugno 1998), è un calciatore statunitense, difensore dei Colorado Rapids.

## Biografia
È il nipote dello scienziato Warren M. Washington (nato nel 1936), specializzato in Scienza dell'atmosfera e vincitore di diversi riconoscimenti a livello nazionale e internazionale, fra cui la National Medal of Science, assegnatali dall'allora Presidente Barack Obama nel 2010, e il Premio Tyler, ricevuto insieme a Michael E. Mann nel 2019.
È anche il fratellastro dell'allenatrice di baseball Bianca Smith, che nel gennaio del 2021, una volta entrata a far parte dello staff tecnico dei Boston Red Sox, è diventata la prima donna afro-americana ad allenare una squadra professionistica nel sistema nazionale.
È sposato con la moglie Kendall dall'aprile del 2020.

## Caratteristiche tecniche
È un terzino destro dalle ottime abilità difensive (soprattutto nel posizionamento e negli interventi) e da notevoli doti atletiche, fra cui la velocità e la resistenza fisica, che gli permettono di sopperire ad alcune lacune sul piano tecnico.

## Carriera

### Club

#### FC Dallas
Nato a Chicago, capoluogo dello stato federato dell'Illinois, Cannon si è poi trasferito con la famiglia a Grapevine, in Texas, dove ha iniziato a giocare nella squadra del liceo locale, la Grapevine Faith Christian School. Qui, Cannon ha vinto un campionato regionale prima di entrare a far parte del vivaio dell'FC Dallas, con cui ha conquistato due campionati giovanili consecutivi nel 2015 e nel 2016. Dopo quest'ultimo successo, il terzino si è iscritto alla Università della California a Los Angeles, giocando così per un anno nel campionato universitario nazionale.
Il 22 dicembre 2016, è stato ufficializzato il ritorno di Cannon all'FC Dallas, con cui aveva firmato il suo primo contratto professionistico. Il terzino ha quindi esordito il 14 giugno del 2017, a 19 anni appena compiuti, giocando da titolare nella vittoria per 2-1 sui Tulsa Roughnecks nella US Open Cup. Ha invece debuttato in Major League Soccer il 2 settembre seguente, nella partita giocata contro i N.Y. Red Bulls e conclusasi sul 2-2. Già a partire dall'annata successiva, Cannon si è imposto come titolare nella formazione guidata da Óscar Pareja, mettendosi in mostra come uno dei migliori giocatori del campionato nel suo ruolo. Nella stessa stagione, il 19 maggio del 2018, ha anche segnato la sua prima rete fra i professionisti, aprendo le marcature dell'incontro pareggiato per 2-2 contro i Vancouver Whitecaps.
Dopo un'ulteriore stagione da titolare, nel marzo del 2020 il terzino ha rinnovato il proprio contratto con l'FC Dallas fino al 2024, anche se poco dopo il campionato è stato sospeso in seguito allo scoppio della pandemia da COVID-19. La squadra, poi, è stata uno dei due unici club (insieme al Nashville) costrette al ritiro dal torneo estivo MLS Is Back, organizzato dalla lega in attesa di poter riprendere la stagione regolare. Il 12 agosto seguente, nel pre-partita dell'incontro di campionato con il Nashville, Cannon e i suoi compagni sono rimasti vittime di molestie da parte di alcuni dei loro stessi tifosi, che hanno iniziato a fischiare e tirare bottiglie ai giocatori dopo che questi si erano inginocchiati durante l'esecuzione dell'inno nazionale, in aperto sostegno alle proteste scatenate dall'omicidio del quarantaseienne George Floyd a Minneapolis, in Minnesota. Lo stesso calciatore ha subito condannato i fatti, ricevendo però altre minacce e insulti online.

#### Boavista
Il 9 settembre 2020, è stata ufficializzata la cessione a titolo definitivo di Cannon al Boavista, squadra della massima serie portoghese: la cifra stimata per il trasferimento era, all'incirca, di poco più di tre milioni di euro. Il terzino ha quindi esordito per la sua nuova squadra nella loro prima partita di campionato contro il Nacional, terminata sul 3-3. Affermatosi immediatamente come titolare anche nella formazione portoghese, Cannon ha dato il proprio contributo al raggiungimento anticipato della salvezza, con la squadra che ha chiuso la stagione al tredicesimo posto.
Nel giugno del 2023, Cannon ha ufficialmente risolto il proprio contratto con il club, a causa del mancato pagamento di alcuni stipendi da parte della dirigenza, che ha in seguito smentito le accuse.

#### Queens Park Rangers
Il 26 settembre 2023, Cannon si è unito da svincolato al QPR, nella Championship inglese, con cui ha firmato un contratto quadriennale.

### Nazionale
Dopo aver rappresentato gli Stati Uniti a diversi livelli giovanili, il 1º ottobre del 2018 Cannon ha ricevuto la sua prima convocazione con la nazionale maggiore, in vista delle amichevoli contro Colombia e Perù previste nello stesso mese. Ha dunque esordito con l'USMNT nella seconda delle due partite, giocata il 16 ottobre e conclusasi sull'1-1.
Il 9 giugno del 2021, il terzino ha segnato il suo primo gol in nazionale nel successo per 4-0 sul Costa Rica, in amichevole. Nello stesso anno, ha fatto parte sia del gruppo che ha preso parte alla fase finale della CONCACAF Nations League, sia di quello che ha partecipato alla Gold Cup: in entrambi i casi, gli Stati Uniti sono arrivati fino alla vittoria del titolo, battendo il Messico in ciascuna delle due finali.

## Statistiche

### Presenze e reti nei club
Statistiche aggiornate al 27 maggio 2023.
| Stagione        | Squadra         | Campionato      | Campionato | Campionato | Coppe nazionali | Coppe nazionali | Coppe nazionali | Coppe continentali | Coppe continentali | Coppe continentali | Altre coppe | Altre coppe | Altre coppe | Totale | Totale | Totale |
| Stagione        | Squadra         | Comp            | Pres       | Reti       | Comp            | Pres            | Reti            | Comp               | Pres               | Reti               | Comp        | Pres        | Reti        | Pres   | Reti   |        |
| --------------- | --------------- | --------------- | ---------- | ---------- | --------------- | --------------- | --------------- | ------------------ | ------------------ | ------------------ | ----------- | ----------- | ----------- | ------ | ------ | ------ |
| 2017            | Dallas          | MLS             | 1          | 0          | USOC            | 2               | 0               | CCL                | 0                  | 0                  | -           | -           | -           | 3      | 0      |        |
| 2018            | Dallas          | MLS             | 33+1       | 1          | USOC            | 2               | 0               | CCL                | 2                  | 0                  | -           | -           | -           | 38     | 1      |        |
| 2019            | Dallas          | MLS             | 28+1       | 1+1        | USOC            | 0               | 0               | -                  | -                  | -                  | -           | -           | -           | 29     | 2      |        |
| mar.-sett. 2020 | Dallas          | MLS             | 5          | 0          |                 | -               | -               | -                  | -                  | -                  | -           | -           | -           | 5      | 0      |        |
| Totale Dallas   | Totale Dallas   | Totale Dallas   | 69         | 3          |                 | 4               | 0               |                    | 2                  | 0                  |             | -           | -           | 75     | 3      |        |
| sett. 2020-2021 | Boavista        | PL              | 31         | 0          | CP+CdL          | 2+0             | 0+0             | -                  | -                  | -                  | -           | -           | -           | 33     | 0      |        |
| 2021-2022       | Boavista        | PL              | 21         | 0          | CP+CdL          | 1+1             | 0+0             | -                  | -                  | -                  | -           | -           | -           | 23     | 0      |        |
| 2022-2023       | Boavista        | PL              | 30         | 0          | CP+CdL          | 0+3             | 0+0             | -                  | -                  | -                  | -           | -           | -           | 33     | 0      |        |
| Totale Boavista | Totale Boavista | Totale Boavista | 82         | 0          |                 | 3+4             | 0+0             |                    | -                  | -                  |             | -           | -           | 89     | 0      |        |
| set. 2023-2024  | QPR             | FLC             | 0          | 0          | FACup+CdL       | 0+0             | 0+0             | -                  | -                  | -                  | -           | -           | -           | 0      | 0      |        |
| Totale carriera | Totale carriera | Totale carriera | 151        | 3          |                 | 11              | 0               |                    | 2                  | 0                  |             | -           | -           | 164    | 3      |        |

### Cronologia presenze e reti in nazionale
| Cronologia completa delle presenze e delle reti in nazionale ― Stati Uniti | Cronologia completa delle presenze e delle reti in nazionale ― Stati Uniti | Cronologia completa delle presenze e delle reti in nazionale ― Stati Uniti | Cronologia completa delle presenze e delle reti in nazionale ― Stati Uniti | Cronologia completa delle presenze e delle reti in nazionale ― Stati Uniti | Cronologia completa delle presenze e delle reti in nazionale ― Stati Uniti | Cronologia completa delle presenze e delle reti in nazionale ― Stati Uniti | Cronologia completa delle presenze e delle reti in nazionale ― Stati Uniti |
| Data                                                                       | Città                                                                      | In casa                                                                    | Risultato                                                                  | Ospiti                                                                     | Competizione                                                               | Reti                                                                       | Note                                                                       |
| -------------------------------------------------------------------------- | -------------------------------------------------------------------------- | -------------------------------------------------------------------------- | -------------------------------------------------------------------------- | -------------------------------------------------------------------------- | -------------------------------------------------------------------------- | -------------------------------------------------------------------------- | -------------------------------------------------------------------------- |
| 17-10-2018                                                                 | East Hartford                                                              | Stati Uniti                                                                | 1 – 1                                                                      | Perù                                                                       | Amichevole                                                                 | -                                                                          | 83’                                                                        |
| 20-11-2018                                                                 | Genk                                                                       | Italia                                                                     | 1 – 0                                                                      | Stati Uniti                                                                | Amichevole                                                                 | -                                                                          | 75’                                                                        |
| 23-6-2019                                                                  | Cleveland                                                                  | Stati Uniti                                                                | 6 – 0                                                                      | Trinidad e Tobago                                                          | Gold Cup 2019 - 1º turno                                                   | -                                                                          | 84’                                                                        |
| 26-6-2019                                                                  | Kansas City                                                                | Panama                                                                     | 0 – 1                                                                      | Stati Uniti                                                                | Gold Cup 2019 - 1º turno                                                   | -                                                                          |                                                                            |
| 3-7-2019                                                                   | Nashville                                                                  | Giamaica                                                                   | 1 – 3                                                                      | Stati Uniti                                                                | Gold Cup 2019 - Semifinale                                                 | -                                                                          |                                                                            |
| 7-7-2019                                                                   | Chicago                                                                    | Messico                                                                    | 1 – 0                                                                      | Stati Uniti                                                                | Gold Cup 2019 - Finale                                                     | -                                                                          |                                                                            |
| 6-9-2019                                                                   | East Rutherford                                                            | Stati Uniti                                                                | 0 – 3                                                                      | Messico                                                                    | Amichevole                                                                 | -                                                                          |                                                                            |
| 10-9-2019                                                                  | Saint Louis                                                                | Stati Uniti                                                                | 1 – 1                                                                      | Uruguay                                                                    | Amichevole                                                                 | -                                                                          | 73’                                                                        |
| 12-10-2019                                                                 | Washington                                                                 | Stati Uniti                                                                | 7 – 0                                                                      | Cuba                                                                       | CONCACAF Nations League 2019-2020 - 2º turno                               | -                                                                          |                                                                            |
| 19-11-2019                                                                 | George Town                                                                | Cuba                                                                       | 0 – 4                                                                      | Stati Uniti                                                                | CONCACAF Nations League 2019-2020 - 2º turno                               | -                                                                          | 60’                                                                        |
| 1-2-2020                                                                   | Carson                                                                     | Stati Uniti                                                                | 1 – 0                                                                      | Costa Rica                                                                 | Amichevole                                                                 | -                                                                          |                                                                            |
| 12-11-2020                                                                 | Swansea                                                                    | Galles                                                                     | 0 – 0                                                                      | Stati Uniti                                                                | Amichevole                                                                 | -                                                                          | 87’                                                                        |
| 16-11-2020                                                                 | Wiener Neustadt                                                            | Stati Uniti                                                                | 6 – 2                                                                      | Panama                                                                     | Amichevole                                                                 | -                                                                          |                                                                            |
| 25-3-2021                                                                  | Wiener Neustadt                                                            | Stati Uniti                                                                | 4 – 1                                                                      | Giamaica                                                                   | Amichevole                                                                 | -                                                                          | 48’                                                                        |
| 30-5-2021                                                                  | San Gallo                                                                  | Svizzera                                                                   | 2 – 1                                                                      | Stati Uniti                                                                | Amichevole                                                                 | -                                                                          | 81’                                                                        |
| 3-6-2021                                                                   | Denver                                                                     | Stati Uniti                                                                | 1 – 0                                                                      | Honduras                                                                   | CONCACAF Nations League 2019-2020 - Semifinale                             | -                                                                          | 78’                                                                        |
| 6-6-2021                                                                   | Denver                                                                     | Stati Uniti                                                                | 3 – 2 dts                                                                  | Messico                                                                    | CONCACAF Nations League 2019-2020 - Finale                                 | -                                                                          | 106’                                                                       |
| 9-6-2021                                                                   | Sandy                                                                      | Stati Uniti                                                                | 4 – 0                                                                      | Costa Rica                                                                 | Amichevole                                                                 | 1                                                                          |                                                                            |
| 18-7-2021                                                                  | Kansas City                                                                | Stati Uniti                                                                | 1 – 0                                                                      | Canada                                                                     | Gold Cup 2021 - 1º turno                                                   | -                                                                          | 58’                                                                        |
| 25-7-2021                                                                  | Arlington                                                                  | Stati Uniti                                                                | 1 – 0                                                                      | Giamaica                                                                   | Gold Cup 2021 - Quarti di finale                                           | -                                                                          | 84’                                                                        |
| 29-7-2021                                                                  | Austin                                                                     | Qatar                                                                      | 0 – 1                                                                      | Stati Uniti                                                                | Gold Cup 2021 - Semifinale                                                 | -                                                                          | 63’                                                                        |
| 1-8-2021                                                                   | Paradise                                                                   | Stati Uniti                                                                | 1 – 0 dts                                                                  | Messico                                                                    | Gold Cup 2021 - Finale                                                     | -                                                                          | 65’                                                                        |
| 30-1-2022                                                                  | Hamilton                                                                   | Canada                                                                     | 2 – 0                                                                      | Stati Uniti                                                                | Qual. Mondiali 2022                                                        | -                                                                          | 76’                                                                        |
| 2-2-2022                                                                   | Saint Paul                                                                 | Stati Uniti                                                                | 3 – 0                                                                      | Honduras                                                                   | Qual. Mondiali 2022                                                        | -                                                                          |                                                                            |
| 2-6-2022                                                                   | Cincinnati                                                                 | Stati Uniti                                                                | 3 – 0                                                                      | Marocco                                                                    | Amichevole                                                                 | -                                                                          | 66’                                                                        |
| 11-6-2022                                                                  | Austin                                                                     | Stati Uniti                                                                | 5 – 0                                                                      | Grenada                                                                    | CONCACAF Nations League 2022-2023 - 1º turno                               | -                                                                          |                                                                            |
| 14-6-2022                                                                  | San Salvador                                                               | El Salvador                                                                | 1 – 1                                                                      | Stati Uniti                                                                | CONCACAF Nations League 2022-2023 - 1º turno                               | -                                                                          | 45’                                                                        |
| 23-9-2022                                                                  | Düsseldorf                                                                 | Giappone                                                                   | 2 – 0                                                                      | Stati Uniti                                                                | Amichevole                                                                 | -                                                                          | 46’                                                                        |
| Totale                                                                     |                                                                            | Presenze                                                                   | 28                                                                         |                                                                            | Reti                                                                       | 1                                                                          |                                                                            |

## Palmarès

### Nazionale
- CONCACAF Nations League: 1

2019-2020
- Gold Cup: 1

Stati Uniti 2021